# Lista odcinków serialu Melissa i Joey
Poniżej znajduje się lista odcinków serialu telewizyjnego Melissa i Joey – emitowanego przez amerykańską stację telewizyjną ABC Family od 17 sierpnia 2010 roku. W Polsce serial jest emitowany od 18 marca 2013 roku przez Comedy Central i Comedy Central Family
| Sezon | Sezon | Odcinki | Oryginalna emisja    | Oryginalna emisja | Oryginalna emisja | Oryginalna emisja | Oryginalna emisja |
| Sezon | Sezon | Odcinki | Premiera sezonu      | Finał sezonu      | Premiera sezonu   | Finał sezonu      |                   |
| ----- | ----- | ------- | -------------------- | ----------------- | ----------------- | ----------------- | ----------------- |
|       | 1     | 30      | 17 sierpnia 2010     | 14 września 2011  | 18 marca 2013     | 6 maja 2013       |                   |
|       | 2     | 15      | 30 maja 2012         | 29 sierpnia 2012  | 7 maja 2013       | 30 maja 2013      |                   |
|       | 3     | 37      | 10 czerwca 2014      | 11 czerwca 2014   | brak danych       | brak danych       |                   |
|       | 4     | 22      | 22 października 2014 | brak danych       | brak danych       | brak danych       |                   |

## Sezon 1 (2010-2011)
| Nr | #  | Tytuł                            | Reżyseria             | Scenariusz                             | Premiera ABC Family  | Premiera Comedy Central |
| -- | -- | -------------------------------- | --------------------- | -------------------------------------- | -------------------- | ----------------------- |
| 1  | 1  | Pilot                            | Ted Wass              | David Kendall Bob Young                | 17 sierpnia 2010     | 18 marca 2013           |
| 2  | 2  | Moving On                        | Ted Wass              | David Kendall Bob Young                | 17 sierpnia 2010     | 19 marca 2013           |
| 3  | 3  | Nanny Love                       | Ted Wass              | Seth Kurland                           | 24 sierpnia 2010     | 20 marca 2013           |
| 4  | 4  | Boy Toys 'R' Us                  | Ted Wass              | Jennifer Glickman                      | 31 sierpnia 2010     | 21 marca 2013           |
| 5  | 5  | The Perfect Storm                | Steve Zuckerman       | Larry Reitzer                          | 7 września 2010      | 25 marca 2013           |
| 6  | 6  | Spies & Lies                     | David Trainer         | Brenda Hsueh                           | 14 września 2010     | 26 marca 2013           |
| 7  | 7  | Up Close & Personal              | David Trainer         | Miriam Trogdon                         | 21 września 2010     | 27 marca 2013           |
| 8  | 8  | Dancing With the Stars of Toledo | Ted Wass              | Matt Boren                             | 28 września 2010     | 28 marca 2013           |
| 9  | 9  | Seoul Man                        | Tim O’Donnell         | David Kendall Bob Young                | 5 października 2010  | 1 kwietnia 2013         |
| 10 | 10 | In Lennox We Trust               | Steve Zuckerman       | Jennifer Glickman                      | 12 października 2010 | 2 kwietnia 2013         |
| 11 | 11 | A Fright in the Attic            | David Tranier         | Seth Kurland                           | 19 października 2010 | 3 kwietnia 2013         |
| 12 | 12 | Joe Knows                        | Steve Zuckerman       | Jennifer Glickman                      | 26 października 2010 | 4 kwietnia 2013         |
| 13 | 13 | Enemies with Benefits            | Steve Zuckerman       | Jordana Arkin                          | 29 czerwca 2011      | 8 kwietnia 2013         |
| 14 | 14 | Don't Train on My Parade         | Steve Zuckerman       | Matt Boren                             | 6 lipca 2011         | 9 kwietnia 2013         |
| 15 | 15 | Lost in Translation              | Steve Zuckerman       | Seth Kurland                           | 13 lipca 2011        | 10 kwietnia 2013        |
| 16 | 16 | Joe Versus the Reunion           | Jeff Melman           | Larry Reitzer                          | 20 lipca 2011        | 11 kwietnia 2013        |
| 17 | 17 | Toledo's Next Top Model          | David Trainer         | Jordana Arkin                          | 27 lipca 2011        | 15 kwietnia 2013        |
| 18 | 18 | The Mel Word                     | Steve Zuckerman       | Sarah Jane Cunningham Suzie V. Freeman | 3 sierpnia 2011      | 16 kwietnia 2013        |
| 19 | 19 | Auction Hero                     | David Trainer         | Jennifer Glickman                      | 3 sierpnia 2011      | 17 kwietnia 2013        |
| 20 | 20 | Waiting for Mr. Right            | David Trainer         | Matt Boren                             | 10 sierpnia 2011     | 18 kwietnia 2013        |
| 21 | 21 | Young Love                       | Ted Wass              | Jennifer Glickman                      | 17 sierpnia 2011     | 22 kwietnia 2013        |
| 22 | 22 | Mel & Joe's Anniversary          | Ted Wass              | Seth Kurland                           | 17 sierpnia 2011     | 23 kwietnia 2013        |
| 23 | 23 | Going the Distance?              | Ted Wass              | Jordana Arkin                          | 24 sierpnia 2011     | 24 kwietnia 2013        |
| 24 | 24 | All Politics is Local            | Shelley Jensen        | David Kendall Bob Young                | 24 sierpnia 2011     | 25 kwietnia 2013        |
| 25 | 25 | The Other Longo                  | David Trainer         | Seth Kurland                           | 31 sierpnia 2011     | 29 kwietnia 2013        |
| 26 | 26 | Teacher/Teacher                  | Jeff Melman           | Larry Reitzer                          | 31 sierpnia 2011     | 29 kwietnia 2013        |
| 27 | 27 | Play Ball                        | Leonard R. Garner Jr. | Ed Driscoll                            | 7 września 2011      | 30 kwietnia             |
| 28 | 28 | A House Divided                  | Ted Wass              | Sarah Jane Cunningham Suzie V. Freeman | 7 września 2011      | 1 maja 2013             |
| 29 | 29 | Do As I Say, Not As I Did        | David Trainer         | Julie Brown                            | 14 września 2011     | 2 maja 2013             |
| 30 | 30 | The Settlement                   | Jeff Melman           | David Kendall Bob Young                | 14 września 2011     | 6 maja 2013             |

## Sezon 2 (2012)
| Nr | #  | Tytuł                       | Reżyseria             | Scenariusz                             | Premiera ABC Family | Premiera Comedy Central |
| -- | -- | --------------------------- | --------------------- | -------------------------------------- | ------------------- | ----------------------- |
| 31 | 1  | I Can Manage                | Jeff Melman           | David Kendall Bob Young                | 30 maja 2012        | 7 maja 2013             |
| 32 | 2  | If You Can't Stand the Heat | Jeff Melman           | Seth Kurland                           | 30 maja 2012        | 8 maja 2013             |
| 33 | 3  | Good to Go                  | Rob Schiller          | Jennifer Glickman                      | 6 czerwca 2012      | 9 maja 2013             |
| 34 | 4  | All Up in My Business       | Melissa Joan Hart     | Sarah Jane Cunningham Suzie V. Freeman | 6 czerwca 2012      | 13 maja 2013            |
| 35 | 5  | The Knockout                | Steve Zuckerman       | Bob Young David Kendall                | 13 czerwca 2012     | 14 maja 2013            |
| 36 | 6  | Breaking Up is Hard to Do   | Jeff Melman           | Sarah Jane Cunningham Suzie V. Freeman | 20 czerwca 2012     | 15 maja 2013            |
| 37 | 7  | Mixed Doubles               | David Trainer         | Jennifer Glickman                      | 27 czerwca 2012     | 16 maja 2013            |
| 38 | 8  | The Donor                   | David Kendall         | David Valliere                         | 11 lipca 2012       | 20 maja 2013            |
| 39 | 9  | Eat, Pray, Date             | Leonard R. Garner Jr. | Larry Reitzer                          | 18 lipca 2012       | 21 maja 2013            |
| 40 | 10 | Pretty Big Liars            | Steve Zuckerman       | Seth Kurland                           | 25 lipca 2012       | 22 maja 2013            |
| 41 | 11 | A Pair of Sneakers          | Linda Mendoza         | Kara Lee Burk                          | 1 sierpnia 2012     | 23 maja 2013            |
| 42 | 12 | Mother of All Problems      | Jeff Melman           | Larry Reitzer                          | 8 sierpnia 2012     | 27 maja 2013            |
| 43 | 13 | Wherefore Art Thou Lennox   | Joey Lawrence         | Sarah Jane Cunningham Suzie V. Freeman | 15 sierpnia 2012    | 28 maja 2013            |
| 44 | 14 | From Russia With Love       | Rob Schiller          | Jennifer Glickman                      | 22 sierpnia 2012    | 29 maja 2013            |
| 45 | 15 | Mel Marries Joe             | Rob Schiller          | Stefanie Leder                         | 29 sierpnia 2012    | 30 maja 2013            |

## Sezon 3 (2013-2014)
| Nr | #  | Tytuł                              | Reżyseria         | Scenariusz                             | Premiera ABC Family | Premiera      |
| -- | -- | ---------------------------------- | ----------------- | -------------------------------------- | ------------------- | ------------- |
| 46 | 1  | Works for Me                       | Jeff Melman       | David Kendall Bob Young                | 29 maja 2013        | 20 marca 2015 |
| 47 | 2  | Toxic Parents                      | Rob Schiller      | Sarah Jane Cunningham Suzie V. Freeman | 5 czerwca 2013      | 20 marca 2015 |
| 48 | 3  | Inside Job                         | Rob Schiller      | Bob Young David Kendall                | 12 czerwca 2013     | 20 marca 2015 |
| 49 | 4  | Can't Hardly Wait                  | Melissa Joan Hart | Christopher Luccy                      | 12 czerwca 2013     | 20 marca 2015 |
| 50 | 5  | Oh Brother                         | Jeff Melman       | Seth Kurland                           | 19 czerwca 2013     | 20 marca 2015 |
| 51 | 6  | The Truth Hurts                    | Jeff Melman       | Seth Kurland                           | 26 czerwca 2013     | 23 marca 2015 |
| 52 | 7  | The Unkindest Cut                  | Robbie Countryman | Jennifer Glickman                      | 10 lipca 2013       | 23 marca 2015 |
| 53 | 8  | The Unfriending                    | Rob Schiller      | Sarah Jane Cunningham Suzie V. Freeman | 17 lipca 2013       | 24 marca 2015 |
| 54 | 9  | Something Happened                 | Rob Schiller      | Jennifer Glickman                      | 24 lipca 2013       | 24 marca 2015 |
| 55 | 10 | Family Feud Good Morning Toledo    | Adam Weissman     | Julie Whitesell                        | 31 lipca 2013       | 25 marca 2015 |
| 56 | 11 | Fast Times                         | Jeff Melman       | Jennifer Glickman                      | 7 sierpnia 2013     | 25 marca 2015 |
| 57 | 12 | Bad Influence                      | Joey Lawrence     | Stefanie Leder                         | 14 sierpnia 2013    | 26 marca 2015 |
| 58 | 13 | Teach Your Children                | Jeff Melman       | Stefanie Leder                         | 21 sierpnia 2013    | 26 marca 2015 |
| 59 | 14 | What Happens in Jersey... (Part 1) | David Kendall     | David Kendall Bob Young                | 28 sierpnia 2013    | 27 marca 2015 |
| 60 | 15 | What Happens in Jersey... (Part 2) | Phill Lewis       | David Kendall Bob Young                | 4 września 2013     | 27 marca 2015 |
| 61 | 16 | A New Kind of Christmas            | Rob Schiller      | Seth Kurland                           | 11 grudnia 2013     |               |
| 62 | 17 | A Decent Proposal                  | David Kendall     | David Kendall Bob Young                | 15 stycznia 2014    |               |
| 63 | 18 | Independence Day                   | Rob Schiller      | Jennifer Glickman                      | 22 stycznia 2014    |               |
| 64 | 19 | The New Deal                       | Rob Schiller      | Stefanie Leder                         | 29 stycznia 2014    |               |
| 65 | 20 | Feel the Burn                      | Robbie Countryman | Seth Kurland                           | 5 lutego 2014       |               |
| 66 | 21 | Plus One                           | Melissa Joan Hart | Christopher Luccy                      | 12 lutego 2014      |               |
| 67 | 22 | House Broken                       | Jeff Melman       | David Valliere                         | 26 lutego 2014      |               |
| 68 | 23 | Couples Therapy                    | Joey Lawrence     | Julie Whitesell                        | 5 marca 2014        |               |
| 69 | 24 | To Tell The Truth                  | Jeff Melman       | Jennifer Glickman                      | 12 marca 2014       |               |
| 70 | 25 | My Roof, My Rules                  | Jeff Melman       | Julie Whitesell                        | 19 marca 2014       |               |
| 71 | 26 | Chaperones                         | Rob Schiller      | David Kendall Bob Young                | 26 marca 2014       |               |
| 72 | 27 | I'll Cut You                       | Rob Schiller      | Michael Curtis Roger S.H. Schulman     | 2 kwietnia 2014     |               |
| 73 | 28 | Catch & Release                    | Melissa Joan Hart | Stefanie Leder                         | 9 kwietnia 2014     |               |
| 74 | 29 | Born To Run                        | Joey Lawrence     | Seth Kurland                           | 16 kwietnia 2014    |               |
| 75 | 30 | More Than Roommates                | Stuart Bass       | Holly Hester                           | 23 kwietnia 2014    |               |
| 76 | 31 | Accidents Will Happen              | Robbie Countryman | Christopher Luccy                      | 30 kwietnia 2014    |               |
| 77 | 32 | Right Time, Right Place            | Jeff Melman       | Jennifer Glickman                      | 7 maja 2014         |               |
| 78 | 33 | Don't Look Back in Anger           | David Kendall     | Christopher Luccy Julie Whitesell      | 14 maja 2014        |               |
| 79 | 34 | Uninvited                          | Jeff Melman       | Stefanie Leder                         | 28 maja 2014        |               |
| 80 | 35 | You're the One That I Want         | Rob Schiller      | Seth Kurland                           | 4 czerwca 2014      |               |
| 81 | 36 | Maybe I'm Amazed                   | Rob Schiller      | David Kendall Bob Young                | 11 czerwca 2014     |               |
| 82 | 37 | At Last                            | David Kendall     | Jennifer Glickman                      | 18 czerwca 2014     |               |

## Sezon 4 (2014-2015)
21 marca 2014 roku, stacja ABC Family ogłosiła zamówienie 4 sezonu serialu
| Nr  | #  | Tytuł                         | Reżyseria         | Scenariusz                          | Premiera ABC Family  | Premiera Comedy Central |
| --- | -- | ----------------------------- | ----------------- | ----------------------------------- | -------------------- | ----------------------- |
| 83  | 1  | Witch Came First              | Melissa Joan Hart | Jennifer Glickman                   | 22 października 2014 |                         |
| 84  | 2  | A Melanie & Josiah Christmas  | Rob Schiller      | Julie Whitesell                     | 10 grudnia 2014      |                         |
| 85  | 3  | The Honeymooners              | Rob Schiller      | David Kendall, Bob Young            | 14 stycznia 2015     |                         |
| 86  | 4  | The Day After                 | Rob Schiller      | Seth Kurland                        | 21 stycznia 2015     |                         |
| 87  | 5  | Let's Get It Started          | Rob Schiller      | Ed Driscoll                         | 28 stycznia 2015     |                         |
| 88  | 6  | Failure to Communicate        | David Kendall     | Michael Curtis, Roger S.H. Schulman | 4 lutego 2015        |                         |
| 89  | 7  | Thanks but No Thanks          | Rob Schiller      | Jennifer Glickman                   | 11 lutego 2015       |                         |
| 90  | 8  | Face the Music                | Rob Schiller      | Seth Kurland                        | 18 lutego 2015       |                         |
| 91  | 9  | Being There                   | Rob Schiller      | Julie Whitesell                     | 25 lutego 2015       |                         |
| 92  | 10 | Parental Guidance, Part 1     | Rob Schiller      | Michael Curtis, Roger S.H. Schulman | 4 marca 2015         |                         |
| 93  | 11 | Gone Girl                     | Rob Schiller      | Michael Curtis, Roger S.H. Shulman  | 11 marca 2015        |                         |
| 94  | 12 | You Say You Want an Ovulation | Rob Schiller      | Nicole Larson                       | 18 marca 2015        |                         |
| 95  | 13 | Call Of Duty                  | Rob Schiller      | Michael Curtis, Roger S.H. Shulman  | 3 czerwca 2015       |                         |
| 96  | 14 | You Little Devil              | Joey Lawrence     | David Kendall                       | 10 czerwca 2015      |                         |
| 97  | 15 | The Book Club                 | Robbie Countryman | Seth Kurland                        | 17 czerwca 2015      |                         |
| 98  | 16 | The Early Shift               | Robbie Countryman | Jeremy Roth                         | 24 czerwca 2015      |                         |
| 99  | 17 | The Parent Trap               | Robbie Countryman | Jennifer Glickman                   | 1 lipca 2015         |                         |
| 100 | 18 | Melissa & Joey's Frozen       | Joey Lawrence     | Julie Whitesell                     | 8 lipca 2015         |                         |
| 101 | 19 | Put A Ring On It              |                   |                                     | 15 lipca 2015        |                         |
| 102 | 20 | Game Night                    |                   |                                     | 22 lipca 2015        |                         |
| 103 | 21 | Be The Bigger Person          |                   |                                     | 29 lipca 2015        |                         |
| 104 | 22 | Double Happiness              |                   |                                     | 5 sierpnia 2015      |                         |